# FK Połock
FK Połock (biał. ФК «Полацк») – białoruski klub piłkarski z siedzibą w Połocku, w obwodzie witebskim.

## Historia
Chronologia nazw:
- 2004: FK Połock (biał. ФК «Полацк»)
- 2013: klub rozwiązano
- 2019: FK Połock (biał. ФК «Полацк»)

Klub FK Połock został założony w 2004 roku. Od 2006 do 2013 występował w Pierwszej lidze. Po zakończeniu sezonu 2013 został rozwiązany z powodu braku finansowania. W 2019 został reaktywowany pod pierwotną nazwą FK Połock.